# Stigmate (film)
Stigmate (Stigmata) è un film del 1999 diretto da Rupert Wainwright, con protagonisti Patricia Arquette e Gabriel Byrne.
Il film è basato sul ritrovamento di una pergamena, prendendo spunto dalla reale scoperta del Vangelo di Tommaso, ed in particolare su un preciso versetto (77: "Io sono la luce che splende su tutto. Io sono ovunque. Tutto è venuto da me e tutto tornerà a me. Spezza un pezzo di legno e io sarò lì, alza una pietra e lì mi troverai", rielaborato per il film come: "Il regno di Dio è in te e attorno a te, non in edifici di legno e pietra. Spezza un pezzo di legno ed io sarò lì, alza una pietra e lì mi troverai").

## Trama
Il film segue la storia di Frankie, parrucchiera di Pittsburgh che dopo aver ricevuto in dono dalla madre un rosario incomincia a presentare i segni delle stigmate di Gesù Cristo, e padre Andrew Kiernan, un ex scienziato ora prete gesuita che, come parte della Congregazione per le cause dei santi, investiga per il Vaticano sulla veridicità dei vari miracoli che vengono acclamanti in giro per il mondo.
Kiernan, al culmine delle indagini, scopre che le stigmate derivano dallo spirito di padre Paulo Alameida (al quale apparteneva il rosario), che era stato scomunicato per non aver interrotto la traduzione e successivamente rubato i manoscritti di un Vangelo (apocrifo) contenente verità che andavano a minare l'autorità della Chiesa stessa in quanto istituzione.
Quando il cardinale Daniel Houseman, un uomo di potere al Vaticano, per paura che il tutto torni a galla, cerca di uccidere Frankie, Kiernan reagisce, riuscendo a mandare in pace lo spirito di Alameida e salvare la ragazza.
Oltre i titoli di coda sono presenti alcune scene non inserite nel film.

## Colonna sonora
La colonna sonora, curata da Billy Corgan ed Elia Cmiral, è impreziosita da brani di Björk, Remy Zero, David Bowie, Massive Attack e Natalie Imbruglia, con il brano Identify.

## Accoglienza
Il film ha ricevuto critiche contrastanti dovute soprattutto a una controversa,superficiale visione teologica di cui sarebbe imbevuto, e alla vacuità attribuita ad alcuni dialoghi. D'altro canto, ne è stata lodata la fotografia e la trama molto originale. Su Rotten Tomatoes il film detiene una cattiva media del 22% di recensioni positive, mentre sullo stesso sito si afferma che esso è apprezzato dal 63% dell'audience. Roger Ebert ha fornito una dignitosa valutazione di 2 stelle su 4, mentre IMDb gli assegna come voto un buon 6,2 su 10.
In generale il film è oggi ritenuto, sebbene presenti notevoli limiti o incomprensioni, un cult per appassionati e, probabilmente, uno dei migliori film horror degli anni novanta (che furono segnati da un netto declino del genere).

## Riconoscimento
26th Saturn Awards - Candidatura Miglior film horror (premio vinto da "Il sesto senso").